# Periegops suteri
Periegops suteri is een spinnensoort uit de familie Periegopidae. De soort komt voor in Nieuw-Zeeland.